# Zielona (Dąbrowica)
Zielona – część wsi Dąbrowica w Polsce, położona w województwie małopolskim, w powiecie dąbrowskim, w gminie Szczucin.
W latach 1975–1998 Zielona należała administracyjnie do województwa tarnowskiego.